# Targhe d'immatricolazione del Marocco

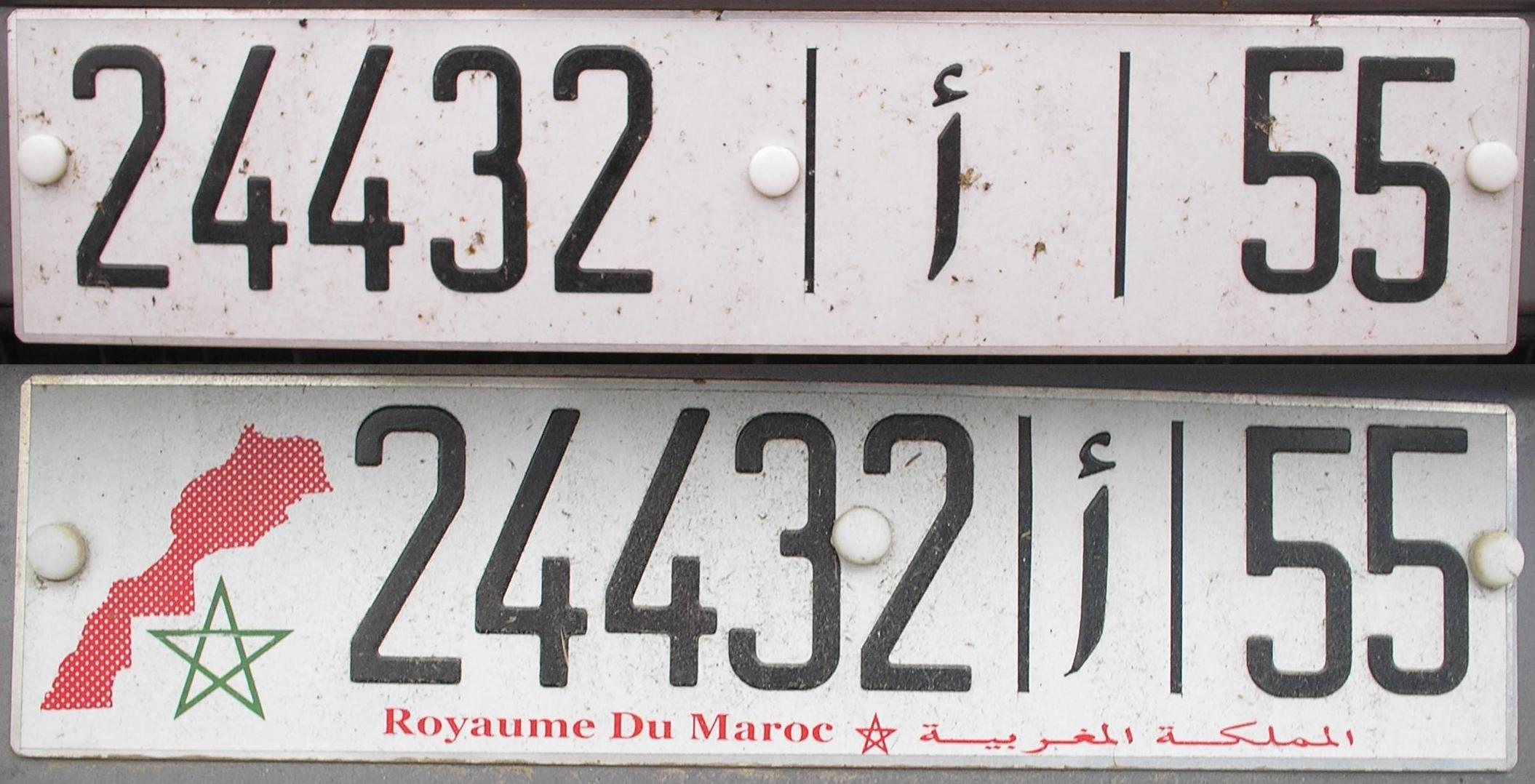
Targhe standard anteriore (in alto) e posteriore (in basso) con formato in uso

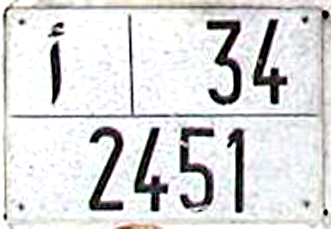
Formato su due righe

Le targhe d'immatricolazione del Marocco corrispondono per dimensioni e aspetto in larga misura alle targhe europee e quelle standard mostrano un testo nero su sfondo bianco. A partire dal 2000 un numero massimo di cinque cifre è seguito da una linea verticale, anteposta a una lettera araba davanti a un'altra linea verticale. Nelle sole targhe posteriori su un'unica linea la serie numerica può essere preceduta da una carta con il territorio nazionale, compreso il Sahara occidentale rivendicato dal Marocco, e dalla stella verde a cinque punte presente nella bandiera. La lettera nel campo centrale è incrementata in ordine alfabetico: أ (А), ب (В), د (D), هـ (H),و (O), ط (T) e così via. A destra, un numero a una o due cifre indica la provincia o la prefettura di provenienza del veicolo. Nelle targhe su due righe, la lettera e il codice di provenienza sono posizionati sulla riga superiore e il numero progressivo su quella inferiore. 
Le targhe antecedenti all'anno 2000 presentano solo le cifre secondo lo schema 1234-56 | 7.

## Codici numerici e prefetture o province di provenienza

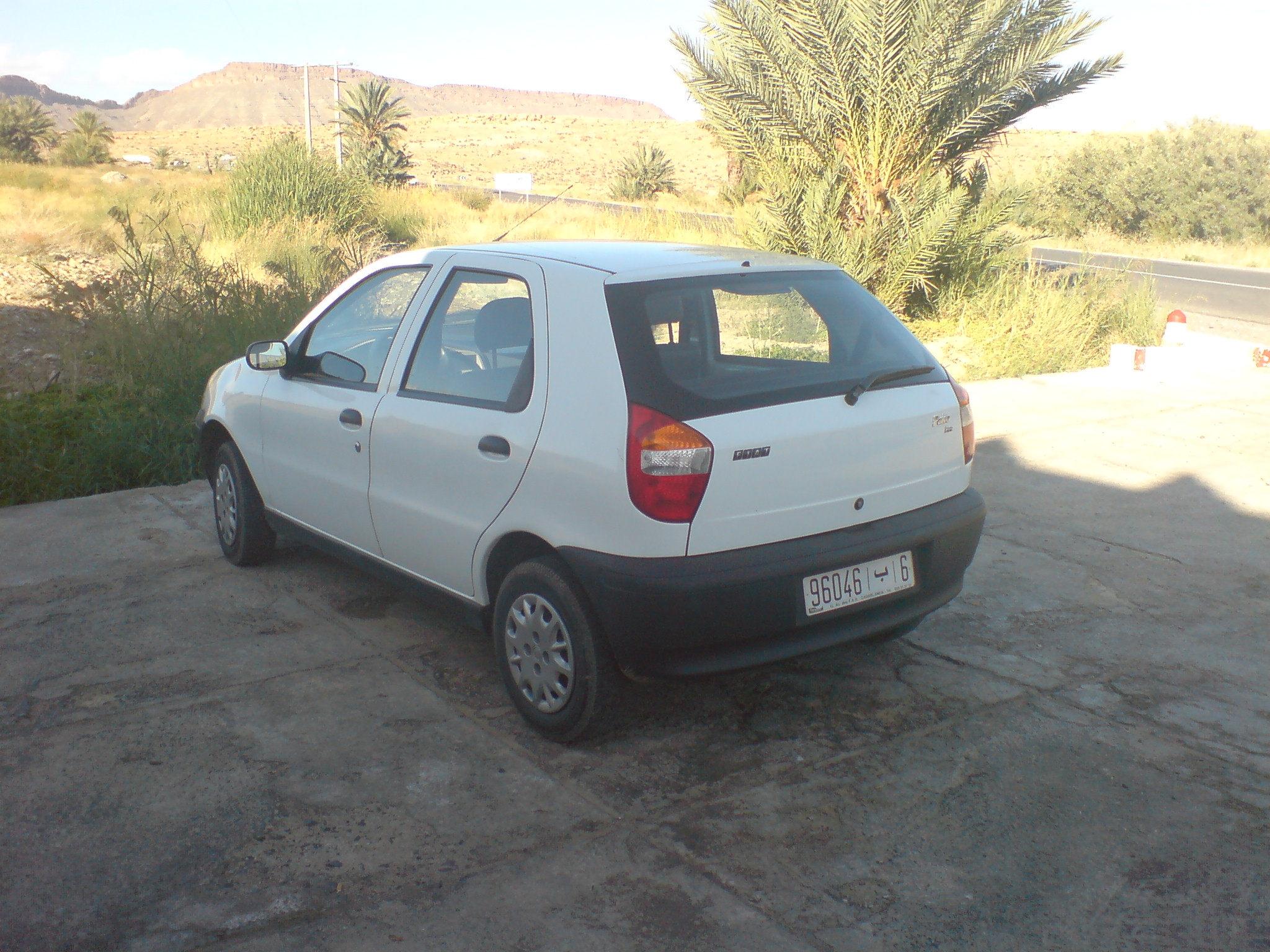
Targa posteriore di un'auto immatricolata a Casablanca-Anfa (numero 6 a destra)

I codici numerici di identificazione delle aree d'immatricolazione sono i seguenti:
- 1: Rabat
- 2: Salé-Medina
- 3: Salé-El Jadida
- 4: Skhirate-Témara
- 5: Khemisset
- 6: Casablanca-Anfa
- 7: Casablanca Ain Sebaa-Hay Mohammedi
- 8: Casablanca Hay Hassani
- 9: Casablanca Ben M'Sick
- 10: Casablanca Moulay Rachid-Sidi Othmane
- 11: Casablanca Al Fida-Mers Sultan
- 12: Casablanca Mechouar
- 13: Casablanca Sidi Bernoussi-Zenata
- 14: Mohammedia
- 15: Fès El Jdid - Dar Dbibagh
- 16: Fès-Medina
- 17: Fès-Zouagha e Moulay Yacoub
- 18: Sefrou
- 19: Boulemane
- 20: Meknès-El Menzeh
- 21: Al Ismaïlia
- 22: El Hajeb
- 23: Ifrane
- 24: Khénifra
- 25: Errachidia
- 26: Marrakech-Menara
- 27: Marrakech-Medina

- 28: Marrakech-Sidi Youssef Ben Alí
- 29: Al Haouz
- 30: Chichaoua
- 31: El Kelâat Es-Sraghna
- 32: Essaouira
- 33: Agadir-Ida ou Tanane
- 34: Inezgane-Aït Melloul
- 35: Chtouka-Aït Baha
- 36: Taroudant
- 37: Tiznit
- 38: Ouarzazate
- 39: Zagora
- 40: Tangeri-Assila
- 41: Fahs Anjra
- 42: Larache
- 43: Chefchaouen
- 44: Tétouan
- 45: Al-Hoseyma
- 46: Taza
- 47: Taounate
- 48: Oujda-Angad
- 49: Berkane
- 50: Nador
- 51: Taourirt
- 52: Jerada
- 53: Figuig
- 54: Safi
- 55: El Jadida
- 56: Settat
- 57: Khouribga
- 58: Benslimane

- 59: Kénitra
- 60: Sidi Kacem
- 61: Béni Mellal
- 62: Azilal
- 63: Es-Semara
- 64: Guelmim
- 65: Tan-Tan
- 66: Tata
- 67: Assa-Zag
- 68: Laâyoune
- 69: Boujdour
- 70: Oued Ed-Dahab
- 71: Aousserd
- 72: Casablanca Ain Chock
- 73: Casablanca Nouacer
- 74: Casablanca Mediouna
- 75: M'diq-Fnideq
- 76: Driouch
- 77: Guercif
- 78: Ouezzane
- 79: Sidi Slimane
- 80: Midelt
- 81: Berrechid
- 82: Sidi Bennour
- 83: Rehamna
- 84: Fquih Ben Salah
- 85: Youssoufia
- 86: Tinghir
- 87: Sidi Ifni
- 88: Tarfaya
- 89: La Guera

## Varianti

### Rimorchi

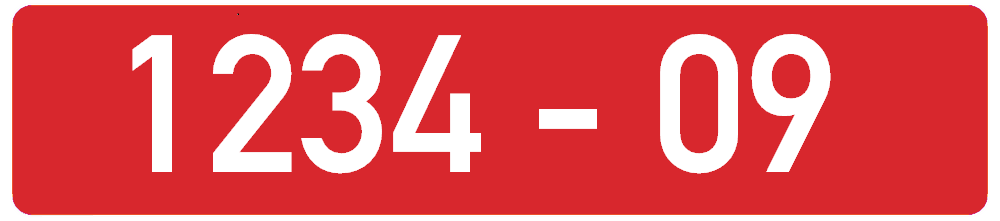
Targa campione di un rimorchio

Le targhe per rimorchi con peso totale a pieno carico >750 kg sono prive della lettera nel campo centrale e sono composte da un numero progressivo di 1-4 cifre, un trattino e il codice numerico identificativo della prefettura. Le cifre sono di colore bianco su fondo rosso.

### Sicurezza Nazionale, protezione militare e civile

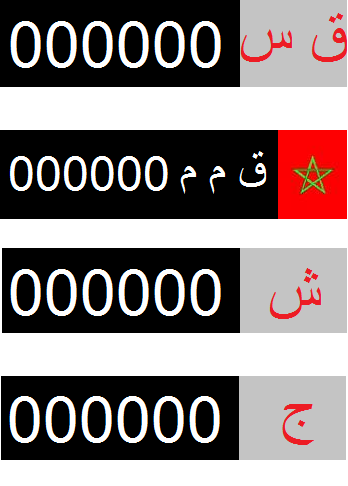
Esempi di formati utilizzati per i veicoli di funzionari comunali e della protezione militare o civile

- I veicoli della Sicurezza Nazionale hanno una serie che consiste in numeri a sinistra scritti in bianco su sfondo nero anteposti alla lettera ش (corrispondente alla "S" dell'alfabeto latino) a destra scritta in rosso su sfondo bianco.
- Le targhe dei veicoli appartenenti alla Guardia reale sono composte da numeri al centro scritti in grigio su fondo nero seguiti dalla parola الدرك (cioè “Gendarmeria”) o dalla lettera G in rosso su fondo grigio a destra; lo stemma del corpo si trova a sinistra.
- Le targhe dei veicoli dell'Esercito reale si contraddistinguono per le lettere ق م م e le cifre bianche al centro su fondo verde; la bandiera del Marocco è posizionata a destra, lo stemma delle Forze armate reali a sinistra.
- Ai mezzi in dotazione alla Marina reale sono assegnate targhe di colore azzurro con caratteri grigio argento; a sinistra della numerazione è impresso il logo del corpo[2].

### Veicoli statali e degli alti funzionari
I veicoli statali civili hanno targhe d'immatricolazione composte da sei cifre in bianco su sfondo nero. A destra presentano una M o la dicitura  المغرب (al-Maghrib, in arabo marocchino traslitterato) in rosso.
Nel caso di veicoli dipendenti da enti locali, la menzione in rosso è sostituita dalla lettera araba ج (ǧīm) o latina J.
I veicoli ufficiali di ministri, parlamentari e funzionari comunali eletti hanno immatricolazioni specifiche composte da due numeri in nero su sfondo bianco. Quello posizionato a sinistra rappresenta il numero seriale d'immatricolazione del veicolo, mentre quello a destra a due cifre identifica il ruolo del funzionario a cui è conferita, secondo il seguente schema:
- 96 - veicoli ufficiali di alti funzionari (governatori, segretari generali);
- 97 - veicoli ufficiali della corte reale;
- 98 - veicoli ufficiali del Parlamento;
- 99 - veicoli ufficiali dei ministri.

Alla serie riservata alle vetture statali utilizzate dai funzionari e dai presidenti dei consigli regionali è assegnata la lettera W; le cifre sono bianche su fondo nero.

### Veicoli delle rappresentanze diplomatiche

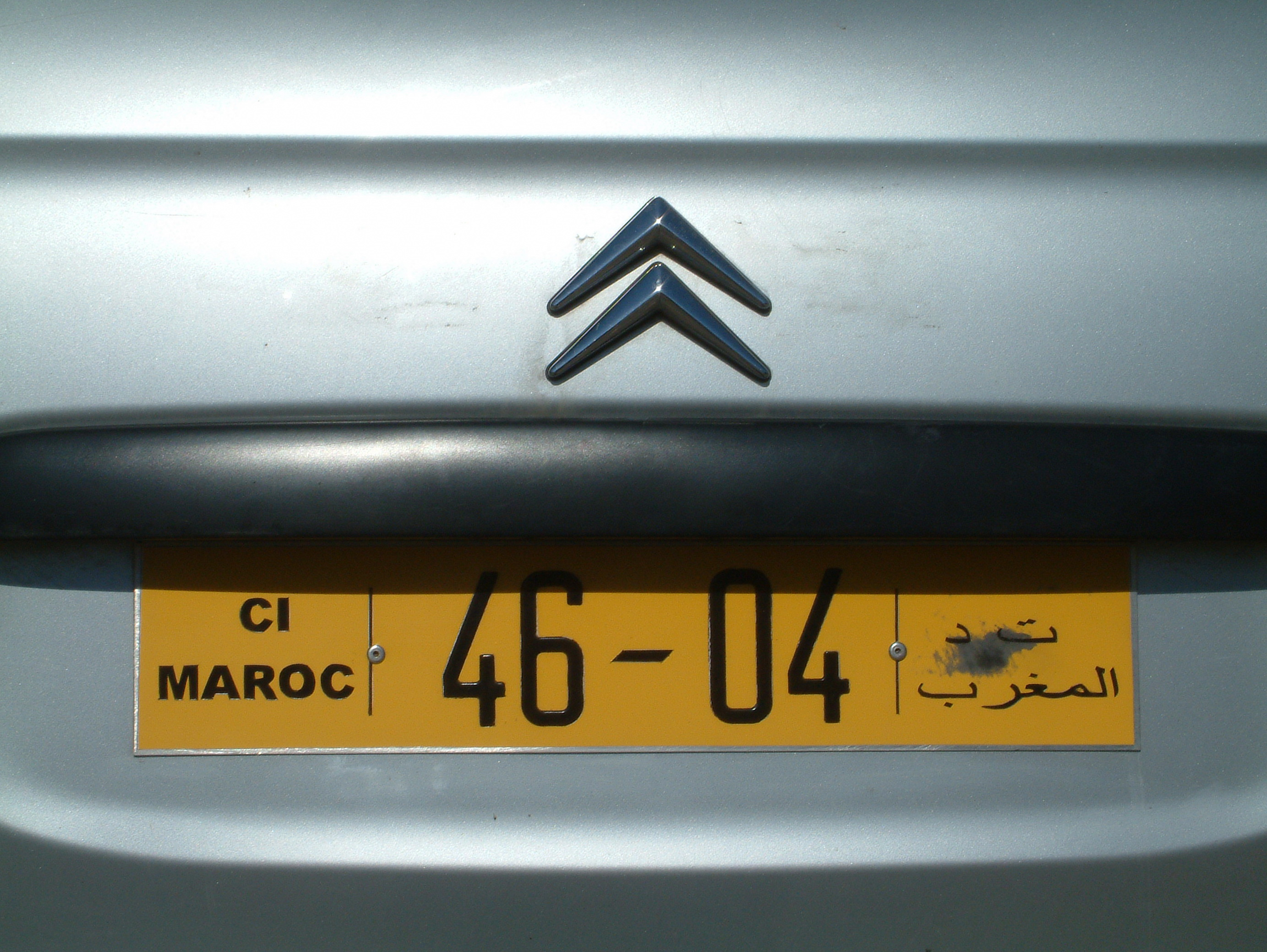
Targa apposta su un'autovettura di un operatore umanitario straniero di stanza in Marocco

Le targhe dei veicoli delle rappresentanze diplomatiche sono gialle con al centro due coppie di numeri neri separate da un trattino. La numerazione è anteposta alla scritta, in caratteri latini e anch'essa di colore nero, CD MAROC per gli agenti diplomatici, CC MAROC per gli agenti consolari, CMD MAROC per i capi di missioni diplomatiche, OI MAROC per i rappresentanti di organizzazioni internazionali, PAT MAROC per il personale tecnico amministrativo di un'ambasciata o di un consolato e CI MAROC per gli operatori umanitari stranieri di stanza in Marocco (la sigla "CI" sta per Corps International). A destra della numerazione si trovano codici e nome del Paese in arabo marocchino, allineati in verticale come nella dicitura a sinistra delle cifre.

### Vettura del Re
Le autovetture ufficiali del Re sono sprovviste di lettere e cifre e recano impressa la bandiera nazionale.

### Immatricolazioni provvisorie

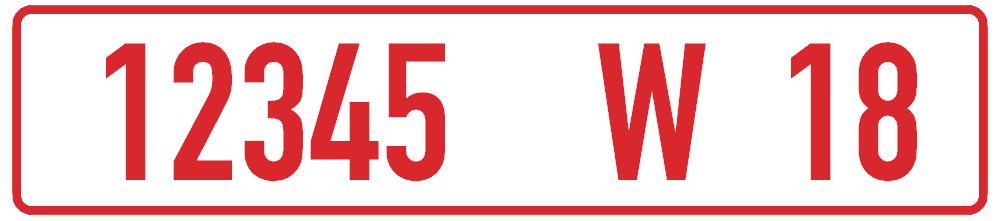
Facsimile di formato "W 18"

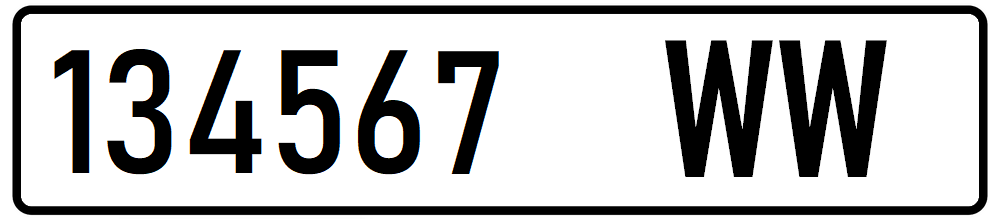
Esempio di formato "WW"

Esistono due tipi di targhe temporanee: il formato "W 18" e il formato "WW". 
Ai veicoli ancora di proprietà della concessionaria o in fase di collaudo, e non ancora venduti, viene assegnata una targa formato W 18. Queste targhe sono emesse a livello nazionale e non corrispondono ai codici identificativi delle prefetture. Sono di colore rosso su fondo bianco, con la numerazione a cinque cifre posizionata a sinistra. 
Ai veicoli appena acquistati vengono invece assegnate etichette adesive temporanee che terminano con le lettere WW; la durata è di due mesi fino all'assegnazione di una targa d'immatricolazione permanente. Anche queste targhe sono emesse a livello nazionale e non corrispondono ai codici identificativi delle prefetture. Sono di colore nero su fondo bianco, con la numerazione a sei cifre posizionata a sinistra.